# Халес (Стафордшър)
Халес (на английски: Hales) е село в община Нюкасъл ъндър Лайм, графство Стафордшър, Англия.

## Население
|  | Тази страница частично или изцяло представлява превод на страницата Hales (Staffordshire) в Уикипедия на полски. Оригиналният текст, както и този превод, са защитени от Лиценза „Криейтив Комънс – Признание – Споделяне на споделеното“, а за съдържание, създадено преди юни 2009 година – от Лиценза за свободна документация на ГНУ. Прегледайте историята на редакциите на оригиналната страница, както и на преводната страница, за да видите списъка на съавторите. ВАЖНО: Този шаблон се отнася единствено до авторските права върху съдържанието на статията. Добавянето му не отменя изискването да се посочват конкретни източници на твърденията, които да бъдат благонадеждни. |